# Atlanta (Míchigan)
Atlanta es un lugar designado por el censo ubicado en el condado de Montmorency en el estado estadounidense de Míchigan. Es sede del condado de Montmorency. En el Censo de 2010 tenía una población de 827 habitantes y una densidad poblacional de 92,47 personas por km².

## Geografía
Atlanta se encuentra ubicado en las coordenadas 45°0′9″N 84°9′20″O / 45.00250, -84.15556. Según la Oficina del Censo de los Estados Unidos, Atlanta tiene una superficie total de 8.94 km², de la cual 8.52 km² corresponden a tierra firme y (4.78%) 0.43 km² es agua.

## Demografía
Según el censo de 2010, había 827 personas residiendo en Atlanta. La densidad de población era de 92,47 hab./km². De los 827 habitantes, Atlanta estaba compuesto por el 97.7% blancos, el 0.12% eran afroamericanos, el 0% eran amerindios, el 0.6% eran asiáticos, el 0% eran isleños del Pacífico, el 0% eran de otras razas y el 1.57% pertenecían a dos o más razas. Del total de la población el 1.09% eran hispanos o latinos de cualquier raza.